# Ljubim te, skrivnostno dekle
Ljubim te,  skrivnostno dekle je vojni roman z elementi ljubezni, slovenske avtorice Romane Berni. Roman je izšel leta 2005. Zgodba je postavljena v čas 2. svetovne vojne. Glavna lika zgodbe sta mlado dekle z imenom Lara in  poveljnik Robin Grant. 

## Vsebina
Lara je potomka slovenskih izseljencev, ki živi v Avstraliji z bratom in mamo. Lara je ustanovila šolo za otroke z motnjo v razvoju. 
Zgodba se začne ko njenega razvajenega brata vpokličejo v vojno. Lara dobi zamisel, da bi se lažno izdajala za umsko zaostalega fanta in se tako izognila vojni, a vendar po pregledu jo zdravniki razglasijo za sposobno za udeležbo v vojni. Preoblečena  in maskirana  v  Benjamina Grabarja  je sprejeta v bataljon poveljnika Robina Granta. Zaradi svojega obnašanja in videza hitro postane tarča posmeha. Kar opazi Robin, nakar se ta odloči, da jo bo vzel pod okrilje. Njena krinka traja le kratek čas, saj ob  eksploziji na  vojnem območju doživi nesrečo, zaradi česar mora v vojaško bolnišnico. Kjer jo pregleda Vito Evans, ki je dober prijatelj Robina Granta. 
Ta pove resnico o njeni identiteti Robinu. Robin šokiran in polne jeze se zapriseže, da se bo dekletu maščeval.Njegovo kruto ravnanje njeno ljubezen spreobrne v strah in sovraštvo. Lara ostane na bojišču do konca vojne. Robin se začne zavedati, da je šla njegova krutost čez meje. Ali bosta lahko resnoben lahkoživec in neodvisno dekle vseeno skupaj.Zgodba se s tem ne konča.

## Izdaje in prevodi
Prva izdaja  leta 2005. (COBISS)